# 넥슨 카트라이더 13차리그
넥슨 카트라이더 13차리그는 넥슨이 주최하고 한국e스포츠협회와 공동 주관한 카트라이더 13번째 리그이다. 리그 표어는 "함께하는 즐거움이 좋다"이다.

## 개요

### 일정
- 예선
  - 온라인 예선 : 2011년 2월 10일 (목) ~ 2011년 2월 23일 (수)
  - 오프라인 예선 : 2011년 2월 27일 (일) 오전 11:00(장소 : 서울 어메이징 파크 신천점)

- 본선
  - 1주차 (3/10) : 1Round A, B조 1차 예선
  - 2주차 (3/17) : 1Round C, D조 1차 예선
  - 3주차 (3/24) : 1Round A, B조 2차 예선
  - 4주차 (3/31) : 1Round C, D조 2차 예선
  - 5주차 (4/07) : 2Round 패자전
  - 6주차 (4/14) : 2Round 승자전
  - 7주차 (4/21) : 패자 부활전
  - 8주차 (4/28) : Final

### 진행 방식
| 경기           | 내용                                                | 경기 방식                  | 상세 내용 |
| -------------- | --------------------------------------------------- | -------------------------- | --- |
| 1라운드 예선   | 8명씩 4개 조 1차전, 2차전 예선                      | 50Point 선취 서바이벌 방식 | 예선 1, 2차전 포인트 합산 최고득점 1, 2위 6주차 2 Round 승자전 진출 예선 1, 2차전 포인트 합산 차득점 3, 4위 5주차 2 Round 패자전 진출 |
| 2라운드 승자전 | 1라운드 각 조 예선 1,2위 8명 승자전 경기            | 70Point 선취 서바이벌 방식 | 상위 1~4위 4명 8주차 Final 진출 하위 5~8위 4명 7주차 패자 부활전 진출                                                                 |
| 2라운드 패자전 | 1라운드 각 조 예선 3,4위 8명 패자전 경기            | 70Point 선취 서바이벌 방식 | 상위 1~4위 4명 7주차 패자 부활전 진출                                                                                                 |
| 패자 부활전    | 2라운드 승자전 5~8위, 패자전 1~4위 패자 부활전 경기 | 70Point 선취 서바이벌 방식 | 상위 1~4위 4명 8주차 Final 진출 |
| Final          | 2라운드 승자전 1~4위, 패자 부활전 1~4위 Final 경기  | 80Point 선취 방식          | |

### 상금
- 총 상금 : 3,000만원

| - 우승(1위) : 1,500만원 - 준우승(2위) : 700만원 - 3위 : 300만원 | - 4위 : 100만원 - 5~8위 : 50만원 - HOT 라이더 : 200만원 |

### 변경된 점
- 기존 109경기에서 112경기로 변경되었다.

### 특이사항
- 문호준, 리그 최초 5회 우승
- 카트라이더 리그 최초로 오심이 발생하였다.
- 카트바디 사용 제한
  - 동일한 카트 바디 연속 탑승 시 -10점
  - 4대의 카트 바디 전부 탑승 안 했을 시 -10점
  - GT 계열 카트바디 사용 금지(GT 계열 카트바디 : 골든 스톰 블레이드, 스파이크 Z7 GT 등)

카트바디 사용 제한은 10차리그의 문제점을 보완하기 위하여 11차리그에 도입하였다. 사전 총 4대의 카트바디를 선택하여 라운드가 끝나기 전까지 반드시 한 번씩 탑승하고 동일 카트바디 연속 탑승을 금지하는 내용이다.
- HOT 라이더 부문 진행

### 참가 선수
- 12차리그 입상자

A조 : 유영혁(우승), B조 : 전대웅(준우승), C조 : 문호준(3위)
- 오프라인 예선 통과자

A조 : 박정렬, 노진철, 박현호, 박종근, 원상원, 박인재, 장재석
B조 : 이중선, 김은일, 양진호, 안기준, 김현태, 원훈희, 김현민
C조 : 박준혁, 박도형, 윤헌상, 이요한, 채정민, 고규정, 최영훈
D조 : 김택환, 이중대, 조성제, 김경훈, 송민규, 신하늘, 음높이, 노종환

## 1라운드

### 1차 예선
| 조  | 1라운드 1차 예선 | 1라운드 1차 예선 | 1라운드 1차 예선 | 1라운드 1차 예선 | 1라운드 1차 예선 | 1라운드 1차 예선 | 1라운드 1차 예선 | 1라운드 1차 예선 | 1라운드 1차 예선 | 1라운드 1차 예선 | 1라운드 1차 예선 | 1라운드 1차 예선 | 1라운드 1차 예선 | 1라운드 1차 예선 | 1라운드 1차 예선 | 1라운드 1차 예선 |
| A조 | 유영혁           | 50               | 박현호           | 34               | 박인재           | 32               | 노진철           | 23               | 원상원           | 9                | 박정렬           | 8                | 박종근           | 3                | 장재석           | -1               |
| B조 | 전대웅           | 56               | 김은일           | 39               | 이중선           | 24               | 김현태           | 20               | 양진호           | 13               | 안기준           | 13               | 김현민           | 10               | 원훈희           | 6                |
| C조 | 문호준           | 57               | 최영훈           | 29               | 박준혁           | 22               | 이요한           | 22               | 고규정           | 16               | 박도형           | 15               | 채정민           | -3               | 윤헌상           | -13              |
| D조 | 이중대           | 52               | 김택환           | 49               | 조성제           | 47               | 김경훈           | 35               | 신하늘           | 25               | 음높이           | 22               | 노종환           | 20               | 송민규           | 8                |

### 2차 예선
| 조  | 1라운드 2차 예선 | 1라운드 2차 예선 | 1라운드 2차 예선 | 1라운드 2차 예선 | 1라운드 2차 예선 | 1라운드 2차 예선 | 1라운드 2차 예선 | 1라운드 2차 예선 | 1라운드 2차 예선 | 1라운드 2차 예선 | 1라운드 2차 예선 | 1라운드 2차 예선 | 1라운드 2차 예선 | 1라운드 2차 예선 | 1라운드 2차 예선 | 1라운드 2차 예선 |
| A조 | 유영혁           | 52               | 노진철           | 42               | 박인재           | 31               | 박종근           | 27               | 박정렬           | 23               | 박현호           | 20               | 원상원           | 10               | 장재석           | 3                |
| B조 | 전대웅           | 58               | 이중선           | 51               | 김은일           | 32               | 안기준           | 28               | 양진호           | 20               | 김현태           | 15               | 김현민           | 5                | 원훈희           | 3                |
| C조 | 이요한           | 52               | 문호준           | 50               | 박준혁           | 23               | 고규정           | 22               | 최영훈           | 19               | 박도형           | 12               | 윤헌상           | 9                | 채정민           | -10              |
| D조 | 이중대           | 59               | 김택환           | 47               | 김경훈           | 43               | 조성제           | 39               | 신하늘           | 36               | 노종환           | 27               | 음높이           | 18               | 송민규           | -11              |

### 최종 점수
| 조  | 1라운드 예선 점수 합산 | 1라운드 예선 점수 합산 | 1라운드 예선 점수 합산 | 1라운드 예선 점수 합산 | 1라운드 예선 점수 합산 | 1라운드 예선 점수 합산 | 1라운드 예선 점수 합산 | 1라운드 예선 점수 합산 | 1라운드 예선 점수 합산 | 1라운드 예선 점수 합산 | 1라운드 예선 점수 합산 | 1라운드 예선 점수 합산 | 1라운드 예선 점수 합산 | 1라운드 예선 점수 합산 | 1라운드 예선 점수 합산 | 1라운드 예선 점수 합산 |
| A조 | 유영혁                 | 102                    | 노진철                 | 65                     | 박인재                 | 63                     | 박현호                 | 54                     | 박정렬                 | 32                     | 박종근                 | 29                     | 원상원                 | 21                     | 장재석                 | 2                      |
| B조 | 전대웅                 | 114                    | 이중선                 | 75                     | 김은일                 | 71                     | 안기준                 | 41                     | 김현태                 | 35                     | 양진호                 | 33                     | 김현민                 | 15                     | 원훈희                 | 9                      |
| C조 | 문호준                 | 107                    | 이요한                 | 74                     | 최영훈                 | 48                     | 박준혁                 | 45                     | 고규정                 | 38                     | 박도형                 | 27                     | 윤헌상                 | -4                     | 채정민                 | -13                    |
| D조 | 이중대                 | 111                    | 김택환                 | 96                     | 조성제                 | 86                     | 김경훈                 | 78                     | 신하늘                 | 61                     | 노종환                 | 47                     | 음높이                 | 40                     | 송민규                 | -3                     |

## 2라운드

### 승자전
| 2라운드 승자전 |    |        |    |        |    |        |    |        |    |        |    |        |    |        |    |
| 문호준         | 76 | 이중선 | 68 | 유영혁 | 60 | 전대웅 | 22 | 노진철 | 19 | 김택환 | 18 | 이요한 | 17 | 이중대 | 17 |

### 패자전
| 2라운드 패자전 |    |        |    |        |    |        |    |        |    |        |    |        |    |        |    |
| 박현호         | 74 | 조성제 | 50 | 박인재 | 42 | 김경훈 | 35 | 박준혁 | 26 | 안기준 | 24 | 김은일 | 23 | 최영훈 | 19 |

## 패자 부활전
| 패자 부활전 |    |        |    |        |    |        |    |        |    |        |    |        |    |        |    |
| 이중대      | 73 | 박현호 | 51 | 노진철 | 50 | 김택환 | 46 | 박인재 | 39 | 이요한 | 33 | 조성제 | 20 | 김경훈 | 12 |

## FINAL
| FINAL     |           |           |           |           |           |           |           |
| 문호준 87 | 유영혁 82 | 전대웅 79 | 노진철 45 | 이중대 45 | 김택환 35 | 박현호 35 | 이중선 24 |

이중대 노진철 4,5위 재경기결과 노진철

## 대회 결과
- 우승 : 문호준
- 준우승 : 유영혁
- 3위 : 전대웅

- HOT 라이더 : 김택환

## 중계진
- 캐스터 : 전용준
- 해설 : 정준